# Dívida de Sangue
Dívida de Sangue (em inglês:  Blood Work) é um estadunidense de 2002, dos gêneros drama, ação e suspense, dirigido e estrelado por Clint Eastwood.

## Prêmios
Eastwood ganhou com este filme o prêmio de melhor filme no Festival de Cinema de Veneza. 

## Sinopse
Terry McCaleb (Clint Eastwood) é um respeitado agente do FBI que aposenta-se após sofrer um ataque cardíaco ao perseguir um assassino que deixou uma mensagem a ele na cena de um crime. Após dois anos, um mulher quer contratá-lo para encontrar o assassino de sua irmã. Terry descobre que o coração que tem, era o da mulher assassinada, e o ex-agente então volta para fazer seu último trabalho.

## Elenco
- Clint Eastwood como Terry McCaleb
- Jeff Daniels como Jasper 'Buddy' Noone
- Anjelica Huston como Dr. Bonnie Fox
- Wanda De Jesús como Graciella Rivers
- Tina Lifford como Detetive Jaye Winston
- Paul Rodriguez como Detetive Ronaldo Arrango
- Dylan Walsh como Detetive John Waller
- Mason Lucero como Raymond Torres
- Gerry Becker como Mr. Toliver
- Rick Hoffman como James Lockridge
- Alix Koromzay como Mrs. Cordell
- Igor Jijikine como Mikhail Bolotov
- Dina Ruiz Eastwood como Repórter #1
- Beverly Leech como Repórter #2
- June Kyoto Lu como Mrs. Kang